# Theodor Ritte
Theodor Ritte (* 30. Dezember 1865 in Donaueschingen; † 19. August 1950 in Hugstetten, Ortsteil von March (Breisgau)) war ein deutscher Klavierpädagoge, Komponist und Dirigent.

## Leben
Ritte war nach einem Klavierstudium zunächst als Dirigent in verschiedenen Städten tätig und ließ sich gegen 1905 in Freiburg im Breisgau als Klavierlehrer nieder. Unzufrieden mit seiner eigenen Spieltechnik, entwickelte er in den folgenden Jahren das Fingersportsystem «Energetos-Ritte». Durch mit höchster Willens- und Muskelanspannung durchgeführte isometrische Übungen soll dabei die Normalhand in eine geschmeidige Klavierhand umgeformt werden.
Ritte veröffentlichte mehrere Lehrwerke und Kompositionen, geriet nach einem zeitweiligen Erfolg jedoch bald in Vergessenheit.

## Werke

### Schriften
- Mein Fingersportsystem nach Klavierhandschulungsverfahren «Energetos», Freiburg i. Br. 1918.
- Mein Fingersportsystem auf autosuggestiv-gymnastischer Grundlage nach Klavierhandschulungs-Methode «Energetos-Ritte». Grosse akademische Neuauflage. System-Verlag Theodor Ritte. Hugstetten im Breisgau 1926.
- Theoretisch-praktischer Lehrgang der Energetik. Energetos Verlag, Freiburg i. Br. 1919.
- Wie werde ich Klaviervirtuose? Ratschläge und Winke für Aufwärtsstrebende, Freiburg i. Br. 1919.
- Der Höhenweg des Pianisten. Schack & Co, Berlin-Willmersdorf 1924
- Der tonmagnetische Strom in Theorie und Praxis, Freiburg i. Br. 1920 (Als Manuskript gedruckt).
- Wie ich System Energetos fand. Energetos-Ritte Verlag, Freiburg i. Br. 1920.
- Die Energetik, ihr Wesen, Zweck und Ziel. Energetos-Ritte-Verlag und -Versand A. Fink & Co., Freiburg i. Br. 1920 (Als Manuskript gedruckt).

### Singspiele
- Ein Märchen
- Gräfin Rothaar
- Die Gouvernante
- Sie muß zum Militär!